# Siebblende
Die Siebblende ist eine optische bzw. fotografische Blende mit mehreren regelmäßig oder unregelmäßig verteilten Öffnungen. Im Gegensatz zur Irisblende werden durch den Einsatz der Siebblende nicht selektiv die randnahen Strahlen aus dem Strahlenbündel abgeschattet, so dass bei dem Einsatz von Optiken mit (praktisch unvermeidlichen) Restfehlern die Fehlerhaftigkeit beim Abblenden erhalten bleibt oder sogar gesteigert werden kann. Erwünscht ist dies manchmal insbesondere bei Porträtobjektiven, bei denen dann ein scharfes Kernbild (von den Strahlen nahe der optischen Achse) von einem unscharfen Saum (Bokeh) überlagert oder überstrahlt wird (Weichzeichner).

## Beispiele
- Rodenstock-Imagon-Objektive und Objektivköpfe mit austauschbaren, abblendbaren Siebblenden (verschiedene Brennweiten für verschiedene Bildformate)
- Fuji Soft Focus-Objektive mit eingebauten Siebblenden für verschiedene Brennweiten und Bildformate
- Sima Soft Focus-Objektiv mit auswechselbaren, aber nicht abblendbaren Siebblenden

## Ähnliche Konstruktionen
- Seiboldsches Dreamagon-Objektiv mit Spaltsegmentblende (4/90mm)